# Zlatni Rat
Le Zlatni Rat, souvent appelé Cap d'Or ou Corne d'Or (traduit du dialecte tchakavien local), est un cordon littoral et une plage située à environ 2 km à l'ouest de la ville portuaire de Bol sur l'île de Brač, en Dalmatie, dans le sud de la Croatie. Il s'étend vers le sud dans le canal de Hvar, une masse d'eau de la mer Adriatique entre les îles de Brač et Hvar, qui abrite de forts courants. Le relief lui-même est principalement composé d'une plage de galets blancs, avec une pinède méditerranéenne occupant le reste.
Zlatni Rat est régulièrement classée parmi les meilleures plages d'Europe. Sa forme distinctive se retrouve dans de nombreuses brochures de voyage, ce qui en a fait l'un des symboles incontournables du tourisme croate. En 2008, Red Bull a organisé Red Bull Golden Jump, une compétition de kitesurf unique en sautant/volant au-dessus de la plage.

## Description

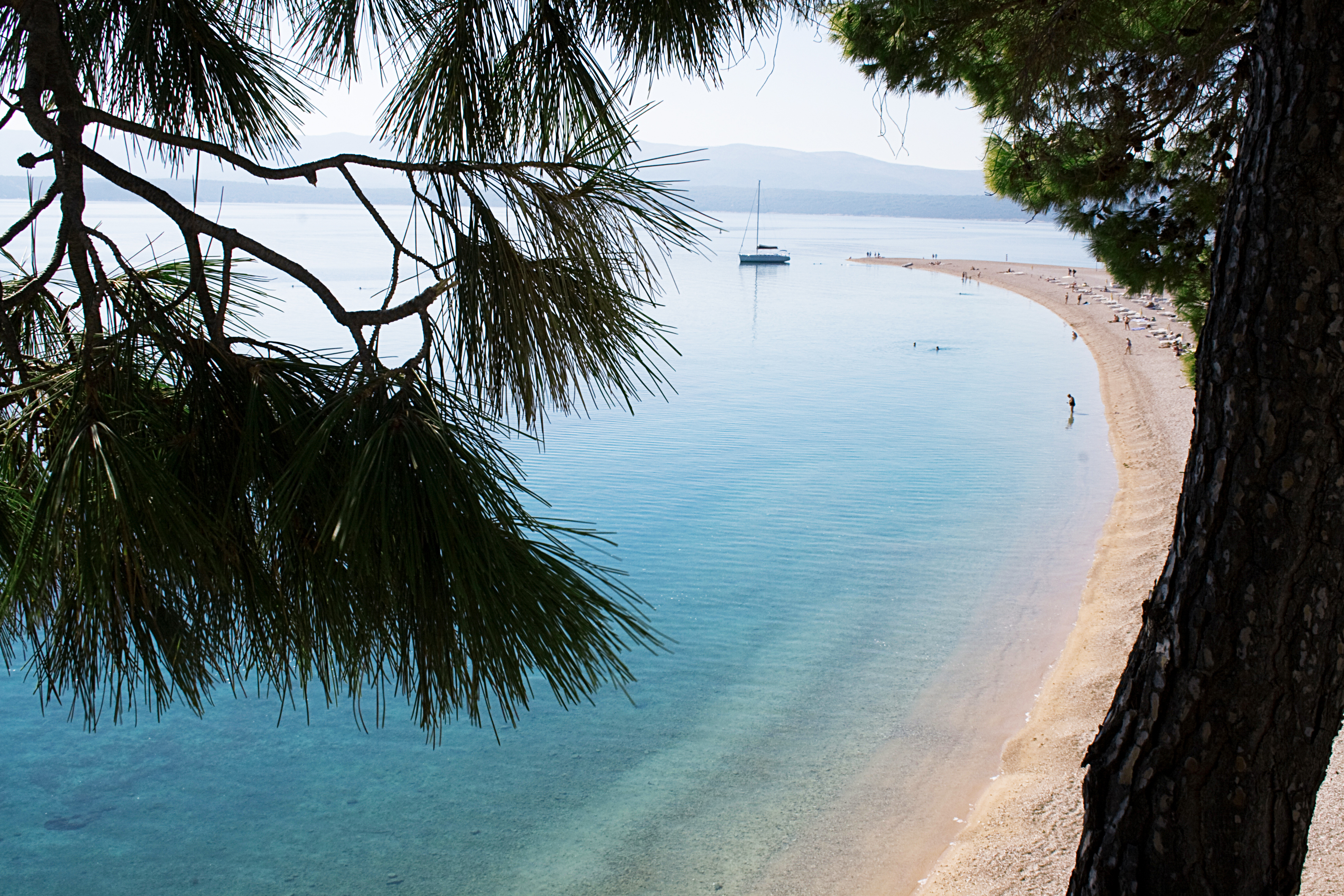
Rive orientale du Zlatni Rat

Les plages de part et d'autre de la flèche s'étendent sur quelque 634 mètres au total, mais la forme et la longueur exactes du relief varient en fonction des changements de marée, de courant et de vent. La flèche pointe directement vers le sud. L'extrémité la plus éloignée, qui est généralement légèrement tournée vers l'est, se déplacera souvent vers l'ouest dans certaines conditions météorologiques, en particulier un vent fort du sud-est connu en Croatie sous le nom de Jugo. Des changements dans la forme de la plage se produisent une fois tous les deux à trois ans et ont été observés en 2010, 2016 et 2018,,.
Les eaux environnantes sont généralement fraîches et claires, en raison du courant dans le canal de Hvar. Le courant est légèrement dangereux pour les nageurs qui s'aventurent loin au sud de la pointe vers le large. Un vent d'ouest connu sous le nom de Maestral a fait de la plage une destination pour les véliplanchistes.
La pinède qui borde la plage abrite les vestiges d'une villa romaine rustique, qui comprenait une piscine. Le promontoire est protégé en tant que phénomène géomorphologique.